# Sgùrr na Banachdich
Der Sgùrr na Banachdich (auch als Sgùrr na Banachdaich bezeichnet) ist ein als Munro eingestufter, 965 m (3.166 ft) hoher Berg in Schottland. Sein gälischer Name kann in etwa mit Felsspitze des Milchmädchens übersetzt werden. Er ist auf die frühere Nutzung der Westhänge des Berges als Sommerweide zurückzuführen. Er liegt in der Council Area Highland in den Cuillin Hills auf der Isle of Skye.
Geologisch besteht der Sgùrr na Banachdich aus Gabbro und Basalt und weist in seinen oberen Partien überwiegend ausgesprochen felsige Strukturen sowie steile Geröllhalden auf. Er liegt im zentralen Teil der Black Cuillin, dem westlichen Teil der Cuillin Hills und ist Teil des Hauptgrats der Black Cuillin. Wie die übrigen Gipfel in diesem Teil der Cuillin Hills weist der Sgùrr a’ Ghreadaidh steile und felsige Flanken auf. Neben dem ungefähr von Nord nach Süd verlaufenden Hauptgrat geht vom höchsten Punkt des Sgùrr na Banachdich ein Grat nach Westen ab, der sich etwas unterhalb des Gipfels in zwei ungefähr parallel verlaufende Grate aufspaltet. Beide Grate umschließen das steile und felsige Coir’ an Eich. Der nördliche, etwas kürzere Grat endet im Vorgipfel An Diallaid, der südliche, teils sehr schmale und ausgesetzte Grat ist gut einen Kilometer lang und endet im markant über Glen Brittle aufragenden, 630 m (2.067 ft) hohen Vorgipfel Sgùrr nan Gobhar. Südlich davon öffnet sich das Coire na Banachdich nach Westen in das Glen Brittle. Nach Norden verbindet der Hauptgrat den Sgùrr na Banachdich über den 926 m (3.038 ft) hohen, dem  Sgùrr na Banachdich als Munro-Top zugeordneten Sgùrr Thormaid mit dem 973 m (3.192 ft) hohen Sgùrr a’ Ghreadaidh, nach Südsüdost führt der Hauptgrat zum auf etwa 860 m Höhe liegenden Bealach Coire na Banachdich. An diesen Sattel schließt sich der 986 m (3.235 ft) hohe, durch die Felsnadel Inaccesible Pinnacle bekannte Sgùrr Dearg an, der zweithöchste Gipfel der Cuillin Hills. Auf seiner Ostflanke fällt der Sgùrr na Banachdich steil in das oberhalb von Loch Coruisk und dem Talschluss des River Coruisk liegende Coireachan Ruadha ab. 

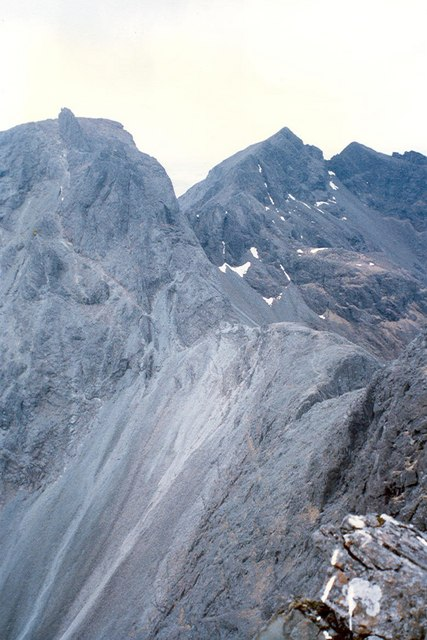
Blick vom Sgùrr Mhic Chòinnich nach Nordwesten über die Hauptkette der Cuillin, links der Sgùrr Dearg mit dem Inaccesible Pinnacle, rechts der Sgùrr na Banachdich
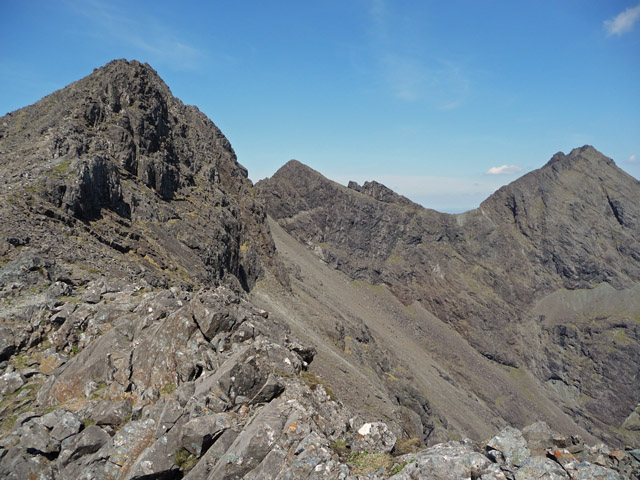
Blick von oberhalb des Bealach Coire na Banachdich über die Hauptkette der Cuillin, von links nach rechts der Sgùrr na Banachdich, der Sgùrr a’ Ghreadaidh und der Sgùrr a’ Mhadaidh
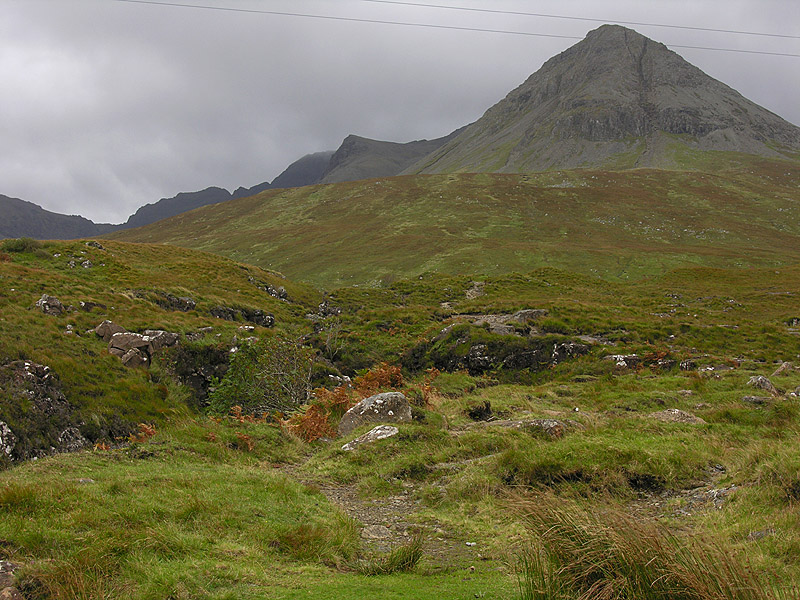
Der Vorgipfel Sgùrr nan Gobhar aus dem Glen Brittle gesehen.
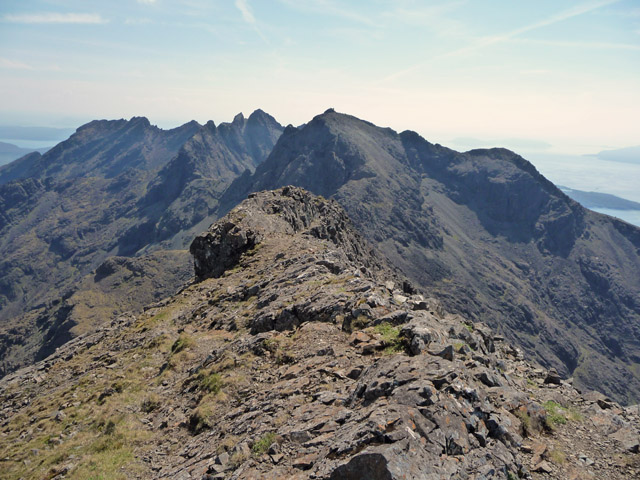
Der Gipfel des Sgùrr na Banachdich, im Hintergrund der Südteil des Cuillin Hills mit dem Sgùrr Dearg, dem Sgùrr Mhic Chòinnich und dem Sgùrr Alasdair

Auch wenn der Sgùrr na Banachdich zu den einfacheren Gipfeln der Cuillin gehört, erfordert seine Besteigung Grundkenntnisse der Fortbewegung in alpinem Gelände und ist von allen Seiten eine anspruchsvolle Tour. Viele Munro-Bagger besteigen den Gipfel über den einfachsten Zustieg durch das Coir’ an Eich. Ausgangspunkt ist ein Parkplatz an der Brücke der Single track road durch das Glen Brittle über den Allt a’ Coire Ghreadaidh, etwas nördlich von Glenbrittle House. Von dort führt der Anstieg durch das Coir’ an Eich steil ansteigend entlang dessen nördlicher Flanke über gerölliges Terrain bis zum Hauptgrat und über diesen zum Gipfel. Anspruchsvoller ist der Zustieg von Süden, ausgehend vom ebenfalls aus dem Glen Brittle zugänglichen Bealach Coire na Banachdich über den Hauptgrat, wobei mehrere kleine Vorgipfel und Felsspitzen zu überwinden sind. Eine weitere, ebenfalls durch steile geröllige und teils ausgesetzte Passagen geprägte Alternative ist der Zustieg über den Sgùrr nan Gobhar und den Westgrat zum Gipfel.